# Ipomoea neei
Ipomoea neei ist eine Pflanzenart aus der Gattung der Prunkwinden (Ipomoea) aus der Familie der Windengewächse (Convolvulaceae). Die Art ist in Amerika verbreitet.

## Beschreibung
Ipomoea neei ist eine Liane, deren Äste verholzen und unbehaart, verzweigt und gestreift oder gewinkelt sind. Die Blattspreiten sind eiförmig, fast dreieckig und nahezu ganzrandig, drei- (seltener fünf-)lappig bis drei geteilt und 2,5 bis 18 cm lang. Meist ist die Basis herzförmig, oft ist dies auch variabel. Nach vorn sind sie spitz bis zugespitzt. Die Blattflächen sind unbehaart oder nur nahe der Basis behaart.
Die Blütenstände sind Zymen aus zehn bis 70 Blüten, von denen jeweils nur wenige gleichzeitig geöffnet sind. Die Kelchblätter sind eiförmig bis elliptisch, 2,5 bis 5 mm lang, die äußeren sind mit einer 2 bis 5 mm langen Granne besetzt. Die Kronen sind gelb, violett, gelb mit violetten oder purpurnen Markierungen. Sie sind 2,7 bis 3,5 cm lang, die Kronröhre ist 10 bis 15 mm lang und misst 4 bis 4,5 mm im Durchmesser, der Kronsaum ist glockenförmig.
Die Früchte sind nahezu kugelige, 7 bis 9 mm durchmessende Kapseln. Die Samen sind schwarz, birnenförmig und mit gelblichen Flecken aus kurzen Trichomen besetzt.

## Verbreitung
Die Art ist von Mexiko bis nach Panama verbreitet.

## Systematik
Innerhalb der Gattung der Prunkwinden (Ipomoea) ist die Art in die Sektion Mina in der Untergattung Quamoclit eingeordnet.

## Belege